# Queen Rinas
Die Queen Rinas ist ein Fährschiff im Eigentum von Tarco Air Cargo Services aus Dubai. Zuvor fuhr das 1973 als Gotland gebaute Schiff als Corsica Victoria und kurzzeitig als Camomilla.

## Geschichte

### Gotland(1973–1989)
Das Schiff wurde 1973 von der Werft Jozo Lozovina Mosor in Trogir für die Stena Line gebaut, jedoch nie von dieser eingesetzt. Stattdessen wurde das Schiff am 26. November 1973 an die Rederi AB Gotland geliefert. Das Schiff kam als Gotland unter der Flagge Schwedens mit Heimathafen Visby in Fahrt. Von Dezember 1973 bis Januar 1974 wurde das Schiff in Oskarshamn umgebaut. Von März 1974 bis 24. Mai 1974 wurde das Schiff von der TT-Linie gechartert und zwischen Trelleborg und Travemünde eingesetzt. Vom 4. Juni 1974 bis September 1974 wurde das Schiff von Polish Ocean Lines gechartert und zwischen Helsinki, Nynäshamn und Danzig eingesetzt. Ab September 1974 wurde das Schiff auf verschiedenen Verbindungen vom schwedischen Festland nach Gotland eingesetzt. Vom 9. Januar 1988 bis 30. Januar 1988 wurde das Schiff von Molslinjen gechartert und zwischen Sjaellands Odde und Ebeltoft eingesetzt. Vom 31. Januar 1988 bis zum 10. Februar 1988 charterte Grenaa – Hundested Linien A/S das Schiff und betrieb es zwischen Grenaa und Hundested. Im März 1988 charterte Britanny Ferries das Schiff und es betrieb bis zum 11. September 1988 die Route Portsmouth – Caen. Am 12. September 1988 wurde das Schiff in Le Havre aufgelegt, allerdings bereits im selben Monat von Dieppe Ferries gechartert und nahm den Betrieb zwischen Newhaven und Dieppe auf. Anschließend charterte Irish Continental Lines/Belfast Ferries und setzte es auf den Routen Liverpool – Belfast und Rosslare – Cherbourg/Le Havre ein. 1989 wollte Marine Group, Arendal, das Schiff im Verkehr zwischen Norwegen und Dänemark einsetzen, was aber nicht zustande kam.

### Corsica Victoria(1989–2023)
Im Januar 1989 kaufte Tourship SA. Panama (Corsica Ferries) das Schiff für £ 81.500.500. Am 3. Februar 1989 wurde das Schiff in Le Havre in Corsica Victoria umbenannt. Im selben Jahr nahm das Schiff den Betrieb zwischen Livorno und Bastia auf.
Im Jahr 1990 erhielt das Schiff auf der Werft Industrie Navali Meccaniche Affini SpA. in  La Spezia, Italien im Auftrag von Corsica Ferries & Sardinia Ferries ein weiteres Deck aufgesetzt, um ihre Kapazität an Kabinen zu erhöhen. Auch die auffallende Verlängerung des Hauptdecks wurde später hinzugefügt.  Ab dem 2. Januar 1998 bediente das Schiff die Route Savona – Bastia – Calvi – L’Île-Rousse. Im Jahr 2000 wurde das Schiff ins italienische Schiffsregister eingegliedert, Heimathafen wurde Genua.
Im Februar 2003 charterte Siemens Mobile das Schiff für eine GSM-Ausstellung in Nizza, Frankreich. Von April bis Oktober 2008 verkehrte das Schiff zwischen Civitavecchia und Olbia.

### Camomilla(2023–2024)
Im Februar 2023 verkaufte Corsica Ferries das 50 Jahre alte Schiff an Flipper Lines.
Das Schiff sollte auf der Strecke zwischen Brindisi und Vlora eingesetzt werden, verkehrte dort aber nur für kurze Zeit im November 2023. Ein geplanter Charter durch Algérie Ferries im Sommer 2023 kam nicht zustande.

### Queen Rinas(seit 2024)
2024 wurde das Schiff an Tarco Air Cargo Services aus Dubai verkauft, in Queen Rinas umbenannt und nach San Marino umgeflaggt.

## Ausstattung

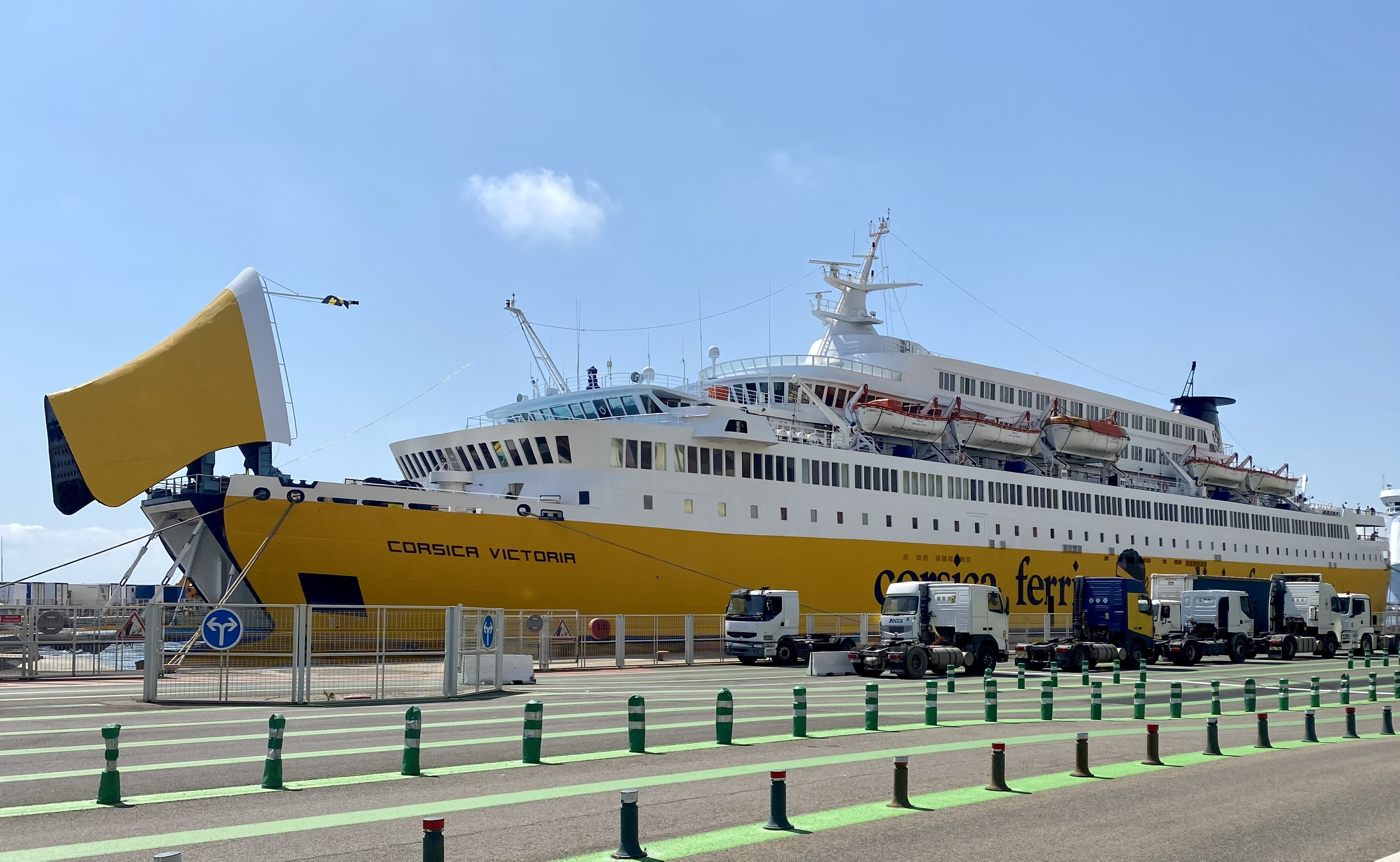
Als Corsica Victoria in Bastia, 2022

Diese Fähre besitzt noch das alte System eines Bugvisiers, das mit Hilfe von Hydraulikzylindern nach oben geklappt wird.
Seit ein paar Jahren ist die Queen Rinas zusätzlich mit verstärkten Schlauchbooten (Rettungsboot zur Rettung über Bord gegangener Passagiere) ausgerüstet worden. Sie führt auch normale, zum Teil gedeckte, Rettungsboote und Rettungsflöße mit.

## Schwesterschiff
Die Queen Rinas hat ein Schwesterschiff, die als Visby gebaute ehemalige Sardinia Regina. Sie verkehrte bei Corsica Ferries – Sardinia Ferries zwischen Korsika (Bastia, saisonal auch Calvi, L’Île-Rousse) und Italien (Savona). 2021 wurde sie nach Libyen verkauft. Man kann die beiden Schiffe an der Neigung des Decks unterhalb der Brücke unterscheiden.